# 莎拉·威利斯 (音樂家)
莎拉·威利斯（Sarah Willis，1969年2月2日—）是一名法國號演奏家，隸屬於柏林爱乐乐团，並擔任古典音樂節目主持人及經營個人的YouTube頻道。

## 背景
莎拉·威利斯在美國马里兰州出生，曾居住於東京都、波士顿、莫斯科及伦敦等地。她14歲時開始學習演奏法國號，並進入皇家音乐学院就學。其後，她進入市政廳音樂及戲劇學院受安東尼·霍爾斯蒂德及杰弗里·布萊恩的教導。之後在柏林向費格斯·麥克威廉姆學習。
莎拉有一位名為阿拉斯泰爾·威利斯的兄弟，阿拉斯泰爾曾任獲得葛萊美獎提名的南灣交響樂團之指揮及音樂總監。

## 現況
1991年，莎拉·威利斯在丹尼尔·巴伦博伊姆柏林國立歌劇院擔任法國號副首席。2001年，她加入當時由西蒙·拉特尔指揮的柏林爱乐乐团，並成為該樂團第一位女性銅管演奏家。她曾與多個樂團合作演出，包括芝加哥交響樂團、倫敦交響樂團及雪梨交響樂團，亦經常與多個室內樂團合作演出。
莎拉·威利斯在德国之声主持一個名為「Sarah’s Music」的節目。她還曾經採訪柏林爱乐数字音乐厅的獨奏者和指揮家們，並在2011年於雪梨擔任YouTube交響樂團的導師和主持人。她亦曾與柏林愛樂樂團的Zukunft@BPhil合作演出家庭音樂會。
莎拉·威利斯是線上節目Horn Hangouts的主持人，Horn Hangouts以直播及Youtube影片的形式播出，內容包括採訪著名音樂家，以及演奏樂器的教程。

## 外部連結
- Official Website （页面存档备份，存于）
- 莎拉·威利斯在互联网电影资料库（IMDb）上的資料（英文）
- Sarah Willis （页面存档备份，存于） on 柏林爱乐乐团
- Sarah Willis （页面存档备份，存于） on Berlin Philharmonic Brass
- Sarah Willis （页面存档备份，存于） on 德国之声